# 晋县
晋县，中国旧县名。
1913年由晋州改置，治所在今河北省晋州市晋州镇。1958年与深县合置晋深县，同年并入束鹿县。1961年复置晋县。1991年撤销，改设晋州市。 